# Vales (Alfândega da Fé)
Vales is een plaats (freguesia) in de Portugese gemeente Alfândega da Fé en telt 70 inwoners (2001).